# Zamek Beauregard
Zamek Beauregard (fr. Château de Beauregard) – zamek położony w miejscowości Cellettes we Francji, w departamencie Loir-et-Cher. Zaliczany do zamków nad Loarą.

## Historia
Zamek został zbudowany w 1545 roku przez Jeana du Thiera, Lorda Menars oraz osobistego sekretarza króla Francji, Henryka II Walezjusza. Główną cześć zamku stanowi izba królewska w której znajdują się licznie namalowane freski oraz ozdobny kominek. Inną ważna częścią zamku stanowi "Wielka Galeria" w skład której wchodzą wybitne dzieła ówczesnych malarzy oraz przedstawicieli sztuki włoskiej obejmująca portrety postaci z historii Francji z lat 1328 – 1643.
W 1617 roku zamek został sprzedany w ręce Paula Ardiera. Za jego czasów galerię zamkowe znacznie się wzbogaciły o kolejne egzemplarze obrazów oraz rzeźb wybitnych europejskich twórców.
Obecnie w zamku mieści się otwarte dla zwiedzających muzeum, którego większość eksponatów stanowią długo zbierane obrazy i rzeźby.